# Hans Klenow
Hans Klenow (7. februar 1923 på Frederiksberg – 21. februar 2009) var en dansk biokemiker som gennem hele sin karriere arbejdede med nukleotidstofskiftet. Klenow blev magister i biokemi i 1949 og i perioden 1964-1990 var han professor i biokemi ved Københavns Universitet. I perioder arbejde han bl.a. i Otto Warburgs laboratorium i Berlin og hos Arthur Kornberg i USA.
Han blev kendt indenfor molekylærbiologiske kredse da han som den første beskrev at man adskille DNA polymerase enzymet i to fragmenter og man på den måde kan isolere et fragment af enzymet som indeholder 5'-3' nukleasen men ikke den korrekturlæsende 3'-5' exonukleasefunktion. DNA polymerase fragmentet med kun 5'-3' nuklease aktiviteten blev senere klonet og kaldt "Klenow fragmentet". "Klenow fragmentet" blev senere brugt af Frederick Sanger da han udviklede sin metode (Sanger sekventering) til DNA sekventering, som i øvrigt indbragte ham en sin anden Nobelpris i kemi sammen med Walter Gilbert i 1980. 
Klenow blev Ridder af Dannebrogordenen i 1971 og Ridder af 1. grad 1979.
Han er begravet på Søllerød Kirkegård.